# Milford (Kalifornia)
Milford – jednostka osadnicza w Stanach Zjednoczonych, w stanie Kalifornia, w hrabstwie Lassen.